# Thembinkosi Fanteni
Lawley Thembinkosi Fanteni (nacido en Ciudad del Cabo, Sudáfrica, 2 de febrero de 1984) es un futbolista internacional sudafricano. Juega de delantero y su equipo actual es el Bidvest Wits FC de Sudáfrica.

## Trayectoria
Thembinkosi Fanteni empezó su carrera profesional en 2005, en el Ajax Cape Town. Con este equipo ganó la Copa de Sudáfrica en 2007; Esa misma temporada Fanteni marcó 15 tantos, convirtiéndose en el jugador del Ajax Cape Town con más goles en una sola temporada. En total jugó 67 encuentros y anotó 27 goles en este club.
En enero de 2008 se une al Maccabi Haifa de Israel, equipo que tuvo que realizar un desembolso económico de 10 millones de rands para poder hacerse con sus servicios. En su primer año conquista una Copa Toto. En la temporada siguiente ayuda su club a proclamarse campeón de Liga anotando 11 goles (convirtiéndose en el máximo goleador del equipo).
En 2009 regresa a su país natal y firma un contrato con Orlando Pirates.
En 2010 regresa al Ajax Cape Town, hace una gran temporada y recupera un lugar en la Selección de fútbol de Sudáfrica.

## Selección nacional
Ha sido internacional con la Selección de fútbol de Sudáfrica en 21 ocasiones. Su debut con la camiseta nacional se produjo el 1 de junio de 2008 en el partido de Clasificación para el Mundial 2010 Nigeria 2-0 Sudáfrica, cuando saltó al campo en el minuto 60 sustituyendo a su compatriota Delron Buckley.
Disputó dos partidos en la Copa Africana de Naciones 2008.
Fue convocado para la Copa FIFA Confederaciones 2009, en donde disputó dos encuentros.

### Goles internacionales
| # | Fecha      | Lugar                                   | Rival             | Gol | Resultado | Competición                |
| - | ---------- | --------------------------------------- | ----------------- | --- | --------- | -------------------------- |
| 1 | 07-06-2008 | Atteridgeville Super Stadium, Sudáfrica | Guinea Ecuatorial | 3-0 | 4-1       | Clasificación Mundial 2010 |
| 2 | 06-06-2009 | Estadio Orlando, Sudáfrica              | Polonia           | 1-0 | 1-0       | Amistoso                   |

## Clubes
| Club                          | País      | Año       |
| ----------------------------- | --------- | --------- |
| Ajax Cape Town Football Club  | Sudáfrica | 2005-2008 |
| Maccabi Haifa Football Club   | Israel    | 2008-2009 |
| Orlando Pirates Football Club | Sudáfrica | 2009-2010 |
| Ajax Cape Town                | Sudáfrica | 2010-2012 |
| Bidvest Wits FC               | Sudáfrica | 2012-     |

## Palmarés
- 1 Copa de Sudáfrica (Ajax Cape Town, 2007)
- 1 Copa Toto (Maccabi Haifa, 2008)
- 1 Liga de Israel (Maccabi Haifa, 2009)